# Голицын, Фёдор Иванович
Князь Фёдор Ива́нович Голи́цын (1700—1759) — генерал-майор из рода Голицыных, заметная фигура при дворе Елизаветы Петровны, владелец подмосковных сёл Петровское и Черемоши (Черёмушки).

## Биография
Старший сын князя Ивана Алексеевича Голицына и первой статс-дамы Анастасии Петровны Прозоровской, внучки Фёдора Ртищева. Получил домашнее воспитание под руководством Ивана Ивановича Шевелева и одного иностранца.
Начал службу в 1719 году в Преображенском полку солдатом, после был произведен капралом, унтер-офицером и прапорщиком. Принимал участие в походах в Швецию и на Кавказ. Военная служба Голицына не отличалась скорым производством. В царствование императрицы Анны Иоанновны, в 1732 году был произведен капитаном Бутырского полка. В этом чине был в походах за польское наследство, в Турецкой войне и других баталиях. Гарнизонная жизнь отразилась на здоровье Голицына, у него развилась чахотка и другие болезни. В начале царствования императрицы Елизаветы Петровны вышел в отставку в чине подполковника и поселился в Москве.
Состояние князя Фёдора Ивановича было значительное, при разделе наследства в 1729 году ему досталось три четверти состояния матери, а его брату князю Алексею Ивановичу все родовые голицынские вотчины и оставшаяся часть прозоровских. Фёдор Иванович стал хозяином имений Петровское и Черёмушки. Кроме того, у него были дома в Москве и Петербурге. Один из московских его домов находился на Волхонке. Князь Голицын был человеком добрым, тихим и очень богомольным. Сохранилось предание, будто он предлагал 4000 душ крестьян семейству Головиных за икону Влахернской Божией Матери, родовой их святыни.
Как сын княгини Анастасии Петровны, близкой подруги императрицы Екатерины I, князь Голицын пользовался благосклонным расположением императрицы Елизаветы Петровны. Во время своего пребывания в Москве в 1748—1749 годах императрица дважды посещала его: один раз в селе Петровском 12 июля 1749 года, а другой раз в селе Черемоши 23 августа того же года. Первое посещение состоялось во время паломничества императрицы в монастыри Саввинский и Воскресенский.

Писатель А. А. Васильчиков в своем труде высказал мысль, что между пребыванием императрицы в Петровском и началом возвышения Ивана Ивановича Шувалова было что-то общее. Молодой Шувалов был в это время камер-пажом императрицы, а через восемь дней после второго её посещения Голицына был назначен камер-юнкером. Императрица Екатерина II писала:
Это было событие при Дворе; все шептали друг другу на ухо, что это новый фаворит; я радовалась его возвышению, потому что когда он быль еще пажом, я его заметила как человека много обещающего по своему прилежанию, его всегда видели с книгою в руках.
Одновременно с этим сестра Шувалова, Прасковья Ивановна, была уже невестою старшего сына князя Голицына, Николая Фёдоровича. Их свадьба состоялась в октябре 1749 года в Московском Казанском соборе. Через полтора года после пышной свадьбы своего сына, Голицын был обрадован рождением первого внука, князя Фёдора Николаевича, родившегося в 1751 году. Любя его всем сердцем, он в 1756 году номинально подарил ему имение Петровское.
Находясь уже в отставке князь Голицын получил чин бригадира, а в июне 1753 года генерал-майора. Скончался 4 октября 1759 года в Москве.

## Семья
Князь Голицын был дважды женат и имел 5 сыновей и 2 дочерей.
1. жена с 22 августа 1725 года Мария Львовна Нырышкина (1703—ноябрь 1727), двоюродная сестра Петра I, дочь боярина Льва Кирилловича Нарышкина и Анны Петровны Салтыковой, во втором браке за Б. П. Шереметевым. Мария Львовна по матери приходилась своему мужу троюродной сестрой. Брак был бездетный.
2. жена с 1728 года Анна Петровна Измайлова[7], дочь генерал-лейтенанта Петра Васильевича Измайлова (ум. 1772) и племянница Льва Васильевича Измайлова. Похоронена в московском Страстном монастыре.
  - Николай Фёдорович (02.12.1728—20.03.1780), генерал-майор; женат, с 8 октября 1749 года, на сестре И. И. Шувалова, Прасковье Ивановне Шуваловой (1734—1803) — у них было два сына и дочь Варвара (1766—1819).
  - Иван Фёдорович (04.01.1731—06.12.1797), генерал от инфантерии, любимец императора Петра III. Был женат первым браком на Анастасии Андреевне Сабуровой (1734—1754), вторым с 1787 года на Надежде Ивановне Вихляевой (1727—1811).
  - Павел Фёдорович (24.02.1733 — после 1799), капитан-поручик.
  - Евдокия Фёдоровна (04.08.1734— ?), писательница и переводчица, с 1755 года замужем за бригадиром Александром Ивановичем Болтиным[8].
  - Борис Фёдорович (24.07.1738—15.11.1755), скончался, будучи корнетом Конной гвардии.
  - Пётр Фёдорович (09.06.1742—12.01.1779), генерал-майор; жена, Мария Христофоровна Эссен — у них было три дочери.
  - Анна Фёдоровна (10.06.1744—08.05.1781), с 1763 года замужем за камергером и генерал-поручиком С. А. Бредихиным (10.06.1744—24.04.1781), одним из главных пособником при восшествии на престол Екатерины II. Оба похоронены в Москве в Донском монастыре.

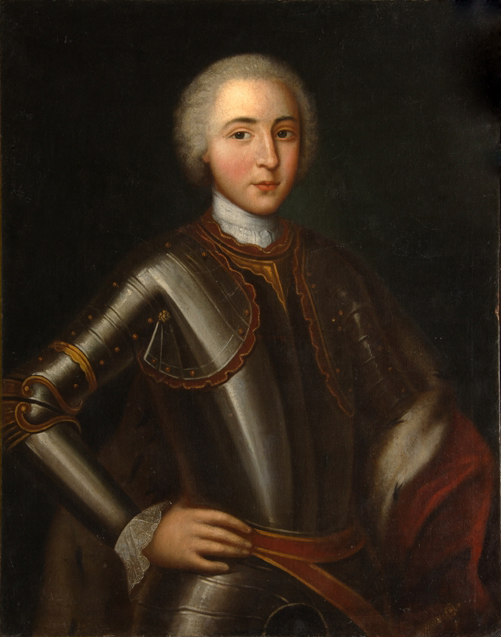
Николай Фёдорович, сын
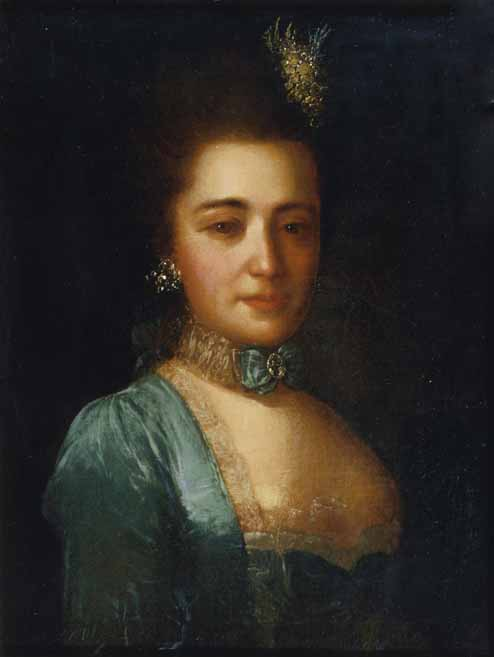
Прасковья Ивановна, невестка
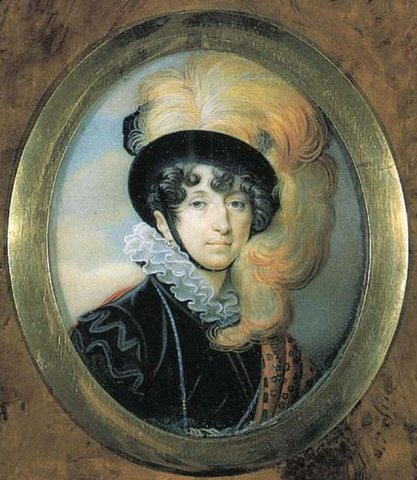
Варвара Головина, внучка
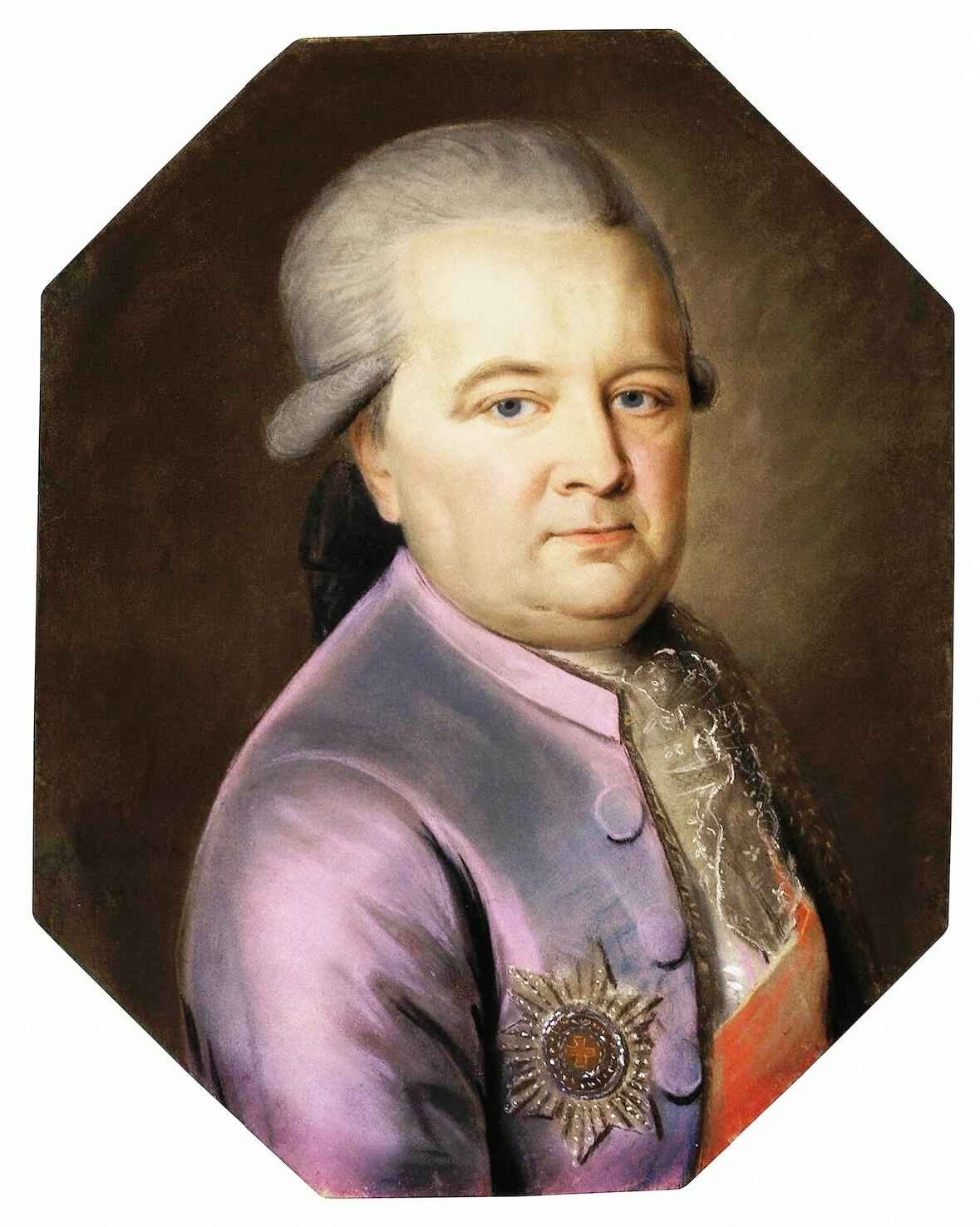
Иван Фёдорович, сын
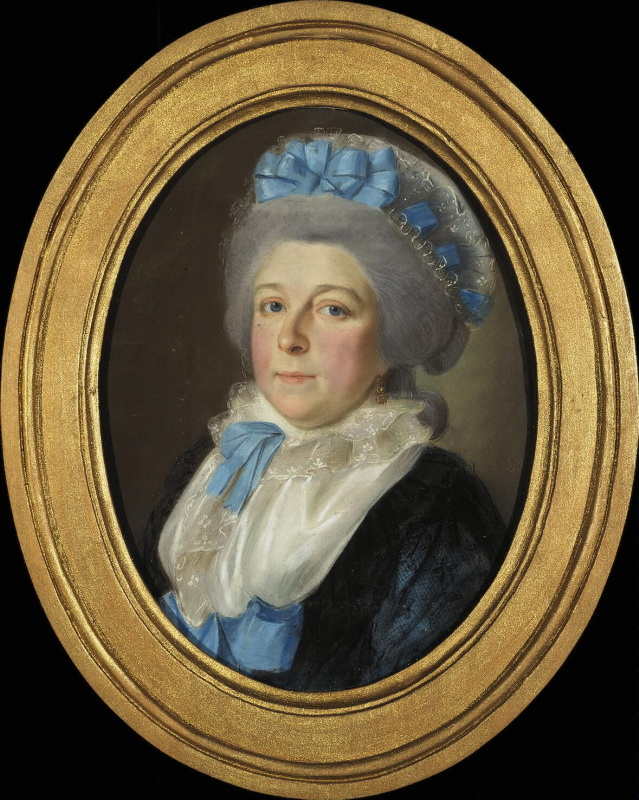
Надежда Ивановна, невестка